# Fred Oberhauser
Fred Oberhauser (15. července 1923 St. Ingbert, Německo – 7. února 2016 St. Ingbert) byl německý novinář a literární kritik.
Pracoval od roku 1955 do roku 1986 u Saarländischen Rundfunk jako redaktor pro literární a kulturní kritiku a byl zvláště známý pro svůj program Bücherlese a Fahren Sie uns nach. Byl také redaktorem umění a kultury v Saar-Lor-Lux, stejně jako televizním redaktorem a moderátorem týdenního televizního vysílání Kulturspiegel.
Oberhauser také publikoval renomované literární průvodce. Jeho hlavním dílem je Literární průvodce Německem, publikovaný v roce 2008. V této referenční knize o téměř 1500 stranách je uvedeno více než 7000 autorů. Poprvé se práce zabývá západní i východoněmeckou literaturou. Navíc Fred Oberhauser získal velkou zásluhu na propagaci mladých spisovatelů Sárska. Na počátku 80. let založil literární fórum St. Ingbert, v kterém úspěšně pokračuje Gerhard Sauder.
Byl ženatý s germanistkou Gabrielou Oberhauserovou, s níž měl dva syny.

## Dílo
- spoluautor Hajo Schedlich: Lieb Vaterland magst ruhig sein, Vorwort von Carl Amery, Rheinsberg Verlag Lentz, München 1962
- spoluautor Karl-Friedrich Geißler: Doppelspur. Von Ausonius bis Zuckmayer. Eine rheinland-pfälzisch-saarländische Nachlese. Pfälzische Verlagsanstalt, Landau 1984, ISBN 3-87629-070-8
- spoluautor Gabriele Oberhauser: Literarischer Führer durch Deutschland. Ein Insel-Reiselexikon für die alten Bundesländer und Berlin Frankfurt am Main 1996, ISBN 3-458-32227-2
- spoluautor Hans Bender: Schwarzwald und Oberrhein. Der literarische Führer Insel, Frankfurt am Main 1993, ISBN 3-458-33030-5
- spoluautor Nicole Henneberg: Literarischer Führer Berlin Insel, Frankfurt am Main 2003, ISBN 3-458-33877-2
- Das Saarland. Kunst, Kultur u. Geschichte im Dreiländereck zwischen Blies, Saar und Mosel Dumont, Köln 1999, ISBN 3-7701-4951-3
- spoluautor Axel Kahrs: Literarischer Führer Deutschland. Insel, Frankfurt am Main 2008, ISBN 978-3-458-17415-8